# Магнитная инверсия Брюнес—Матуяма

Магнитополярные подразделения конца кайнозоя. Периоды прямой полярности (соответствующей современной) обозначены чёрным цветом, обратной полярности — белым цветом

Магнитная инверсия Брюнес—Матуяма — последняя известная инверсия магнитного поля Земли, произошедшая около 781 тыс. лет назад. Названа по имени геофизиков Бернара Брюнеса и Мотонори Матуямы.

## Длительность
Оценки кажущейся длительности этой инверсии различны. Работа 2004 года оценивает её в несколько тысяч лет, работы 2010 и 2014 годов считают, что она произошла всего за несколько десятилетий, а работа 2019 года оценивает её в 22 000 лет.
Эти оценки зависят от материала палеомагнитных проб, на основе которых они делались, и могут различаться на порядки в зависимости от магнитной широты мест взятия проб и локальных эффектов недипольных компонент магнитного поля Земли в этих местах во время инверсии.

## Значение
Инверсия Брюнес—Матуяма — это глобальная граница и точка в делении на стратиграфические единицы, выбранная Международной комиссией по стратиграфии, как маркер начала среднего плейстоцена. Она используется при датировании кернов океанических пород и продуктов субаэральных извержений. Существует крайне спекулятивная теория, связывающая это событие с большим Австралазийским полем рассеяния тектитов, выброшенных при падении крупного метеорита около 790 тысяч лет назад, несмотря на то, что причины двух этих событий почти наверняка не связаны, и их соседство во времени является лишь случайным совпадением.